# Glaphyropyga bolivari
Glaphyropyga bolivari là một loài ruồi trong họ Asilidae. Glaphyropyga bolivari được Ayala miêu tả năm 1983. Loài này phân bố ở vùng Tân nhiệt đới.